# داربنيك (أرارات)
مدينة داربنيك (بالأرمينية:Դարբնիկ) (بالإنجليزية: Darbnik)‏ هي إحدى المدن التابعة لمقاطعة أرارات في أرمينيا. يقدر عدد سكانها بـ 1097 نسمة حسب الإحصاء الذي جرى عام 2011.